# Photometer

Aufbau eines Photometers: Lampe, Spalt, Monochromator, Probe, Detektor

Ein Photometer oder Fotometer ist ein Instrument zur Messung photometrischer Größen (siehe Photometrie), z. B. der Leuchtdichte (Einheit: cd/m²) oder Lichtstärke (Einheit: cd). In der Astronomie wird es zur Helligkeitsmessung der Himmelskörper eingesetzt. In der Analytischen Chemie dienen UV/VIS-Spektroskope zur Bestimmung von Konzentrationen in Lösungen nach dem Lambert-Beer’schen Gesetz. In der Fotografie wird das Photometer als Belichtungsmesser eingesetzt.

## Allgemeine Photometer

Begriffe der Lichtmessung

Photometer haben Genauigkeiten von einigen Prozent bis weit unter ein Prozent (entspricht 0,01 Größenklassen). Helligkeitsschätzungen mit dem Auge nach der Stufenmethode von Friedrich Argelander aus dem 19. Jahrhundert sind fünf bis zehn Prozent genau. Das Messprinzip der meisten Photometer beruht auf dem Wissen, dass die Helligkeit am Messpunkt umgekehrt proportional zum Quadrat ihrer Entfernung von der Lichtquelle ist.

### Das Prinzip des Photometers
Eine konstante Quelle sendet Licht durch eine Küvette (beispielsweise) mit wässriger Messlösung. Abhängig von der Intensität der Färbung wird ein Teil des Lichts absorbiert und in einer lichtempfindlichen Zelle wird das durchgehende Licht gemessen. Die Menge des durchgegangenen Lichts lässt eine eindeutige Bestimmung des gemessenen Wasserwertes zu, der anhand von bereits fertigen Messtabellen abgelesen werden kann, welcher Konzentration des Messgutes dieses entspricht.
Soll das Licht einer optischen Abbildung mit einem hochempfindlichen, flächenhaften Strahlungsdetektor, wie zum Beispiel einer Photozelle oder einem Photomultiplier, gemessen werden, kann der Strahlengang mit Hilfe einer Fabry-Linse (nach Charles Fabry) in geeigneter Weise aufgeweitet werden.

### Rumfords Photometer

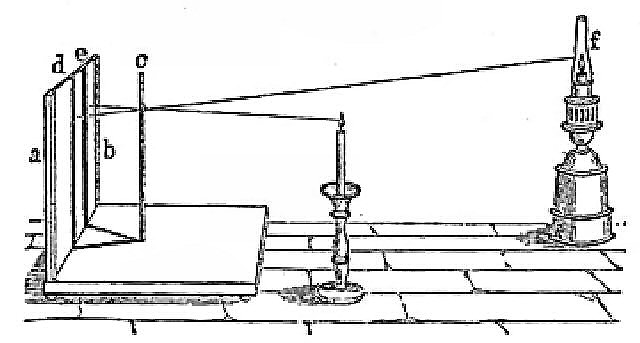
Rumfords Photometer

Nach Rumford stellt man in geringer Entfernung vor einer weißen Wand ein undurchsichtiges Stäbchen c auf, das zwei Schatten d und e auf die Wand wirft, wenn es von den beiden zu vergleichenden Lichtquellen beleuchtet wird.
Entfernt man nun die stärkere Lichtquelle f so lange von der Wand, bis beide Schatten gleich dunkel sind, so verhalten sich nach dem oben angeführten Satz die Lichtstärken der beiden Flammen wie die Quadrate ihrer Entfernungen von der Wand.

### Ritchies Photometer
Nach Wilhelm Ritchie beleuchtet man mit den zu vergleichenden Lichtquellen die beiden Seiten eines mit weißem Papier überzogenen Prismas p, das sich in einem innen geschwärzten Kästchen befindet, dessen den Prismenflächen gegenüberstehende Seiten mit Öffnungen oo versehen sind.
Durch eine Röhre p in der oberen Wand des Kästchens überblickt man zu gleicher Zeit die beiden Seiten des Prismas r, die durch Verschiebung der Lichtquellen auf gleiche Helligkeit zu bringen sind.

### Bunsens Photometer

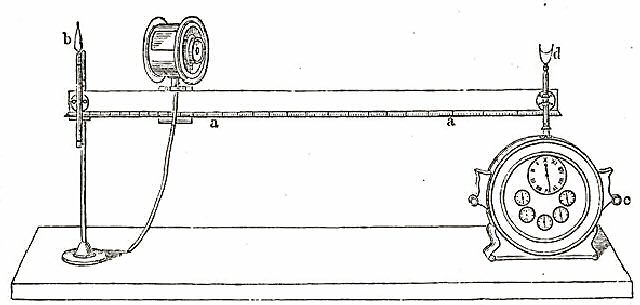
Bunsens Photometer

Viel genauer und für technische Zwecke im 19. Jahrhundert häufiger im Gebrauch war das Photometer von Bunsen oder Fettfleck-Photometer.
Es besteht im Wesentlichen aus einem Papierschirm, in dessen Mitte sich ein mit Wachs oder Stearin gemachter Fettfleck befindet. Dieser erscheint hell auf dunklem Grund, wenn der Schirm von der Rückseite her stärker erleuchtet ist als von der Vorderseite. Bei der Beobachtung verschiebt man die Lichtquellen, bis der Fleck auf der Vorderseite verschwindet. Die Vorrichtung, die den Schirm und die zu vergleichenden Lichtquellen trägt, die sogenannte optische Bank aa, ist so eingeteilt, dass man die Zahlen, welche die Entfernungen angeben, nicht erst ins Quadrat zu erheben braucht.
Desaga hat diesem Apparat folgende Gestalt gegeben: An einem Ende der geteilten horizontalen Schiene aa befindet sich die Flamme b, welche die Norm für den Vergleich liefert (die Normalflamme), am anderen dagegen die zu prüfende Flamme d. Die Gasuhr c gibt den stündlichen Gasverbrauch an. Auf der geteilten Schiene ist ein zylindrisches Gehäuse verschiebbar, dessen Rückwand ganz undurchsichtig ist, während sich in der vorderen Wand ein Diaphragma mit dem Fettfleck befindet. In dem Gehäuse brennt eine kleine Gasflamme.
Man nähert dasselbe bis auf 20 cm der Normalflamme und reguliert dann die kleine Gasflamme so, dass der der Normalflamme zugekehrte Fettfleck verschwindet. Dann dreht man das Gehäuse um 180°, und, ohne die Größe der kleinen Flamme zu verändern, nähert man es der zu prüfenden Flamme, bis der Fettfleck auf dem Diaphragma abermals verschwindet. Die hierbei gefundene Entfernung ergibt nach dem bekannten Satz die Lichtstärke der Flamme.
Bei allen photometrischen Untersuchungen müssen die Wände des Zimmers so wenig Licht wie möglich reflektieren, sie werden deshalb am vorteilhaftesten geschwärzt. Sind die Flammen ungleich gefärbt, so wird der Vergleich bei allen Photometern mehr oder weniger unsicher. Eine große Schwierigkeit bietet auch die Wahl der Normal-Kerze (beispielsweise Hefnerkerze). Als solche hat man in Deutschland meist Wachs- oder Stearinkerzen, in England Walratkerzen benutzt; aber man war so uneinig über die Größe der Kerzen und über die Beschaffenheit des Materials, dass bis Ende des 19. Jahrhunderts alle photometrischen Untersuchungen nur wenig miteinander vergleichbar waren. Lampen boten eher größere als geringere Schwierigkeiten und gaben außerdem kein gleich bleibendes Licht.
Die Fortschritte der elektrischen Beleuchtung haben das Bedürfnis nach einem Photometer geweckt, das die Leuchtkraft einer elektrischen Lampe messen kann, durch den Vergleich mit einer Normalkerze. Bei den frühen Photometern, beispielsweise dem Bunsenschen, musste man, um die Erleuchtung des Schirms durch elektrisches Licht gleich derjenigen durch eine Normalkerze zu machen, die starke Lichtquelle in eine unbequem große Entfernung vom Schirm bringen.

### Zerstreuungsphotometer
Ayrton und Perry bewirkten bei ihrem Zerstreuungsphotometer die Schwächung durch eine Konkavlinse (Zerstreuungslinse); im Übrigen stimmt der Apparat mit dem Rumfordschen Photometer überein. Durch die Konkavlinse zerstreut, treffen die Strahlen der elektrischen Lampe ungefähr mit derselben Divergenz wie diejenigen der Normalkerze auf einen weißen Papierschirm und entwerfen auf ihm einen Schatten eines davor angestellten dünnen Stabes; die Normalkerze entwirft einen zweiten Schatten des Stabes.
Macht man die Helligkeit der beiden Schatten einander gleich, was durch grobe Einstellung der Kerze und feinere Einstellung der Linse geschieht, so kann die Lichtstärke in Normalkerzen auf der Skala abgelesen werden. Der Beobachter macht die Schatten gleich, indem er erst durch grünes, dann durch rotes Glas sieht. Da nämlich das elektrische Licht vermöge seines verhältnismäßig größeren Gehalts an brechbareren Strahlen weißer ist als das Licht einer Kerze, so ist nicht seine Leuchtkraft als Ganzes mit derjenigen der Normalkerze direkt vergleichbar, sondern nur die Leuchtkraft für bestimmte Farben; es ist beispielsweise das Verhältnis der Leuchtkräfte für die brechbaren grünen Strahlen ein größeres als für die schwächer brechbaren roten. Durch die Messung für diese zwei verschiedenen Farben erhält man daher auch einen ziffermäßigen Ausdruck für die Qualität des Lichts; das elektrische Licht übertrifft das Kerzenlicht umso mehr an Weiße, je verschiedener die Leuchtkräfte für diese beiden Farben sind.

### Bothes Tangentenphotometer
Außer den beschriebenen Photometern sind noch einige andere Instrumente zu erwähnen, welche manche Vorzüge besitzen. Sehr beachtenswert ist Bothes Tangentenphotometer, bei dem die Vergleichung der beiden Lichtquellen ebenfalls durch Betrachtung eines teilweise transparenten Papierstreifens erfolgt.
Die Lichtquellen liegen indes nicht in gerader Linie, sondern senden ihre Strahlen unter sich rechtwinkelig auf den Papierschirm, der von beiden schräg bestrahlt wird. Bekanntlich ist nun die Stärke der Beleuchtung, abgesehen von der Entfernung der Lichtquelle, abhängig von dem Einfallswinkel, und zwar ist sie dem Kosinus dieses Winkels proportional. Hieraus ergibt sich, dass bei gleicher Stärke und Entfernung der zu vergleichende Lichter der Schirm den rechten Winkel der von beiden kommenden Strahlen halbieren muss, um auf beiden Seiten gleich hell beleuchtet zu sein, sowie dass eine Drehung des Schirms nach der einen oder der anderen Seite eine Änderung zugleich auf beiden Seiten hervorbringt, ohne dass es nötig ist, die Entfernung einer Lichtquelle zu ändern.
Bei Ungleichheit der Lichtstärken muss man also auch durch Drehung des Schirms den Punkt herbeiführen können, wo beide Lichter gleiche Wirkung ausüben, und dann ergibt die Tangente des abgelesenen Winkels das Verhältnis der Lichtstärken.
Dove benutzte das Mikroskop und gewann dabei den Vorteil, sowohl starke als schwache Lichtquellen miteinander vergleichen zu können. Die mikroskopische Fotografie einer Schrift auf Glas erscheint nämlich bei Betrachtung durch das Mikroskop dunkel auf hellem Grund, wenn die Beleuchtung von unten stärker als von oben, hingegen hell auf dunklem Grund, wenn die Beleuchtung von oben stärker als von unten ist. Bei Gleichheit der Beleuchtung verschwindet die Schrift.
Zum Vergleich der Flammen werden diese von dem Spiegel des Mikroskops entfernt, bis die gleich bleibende Beleuchtung von oben das Verschwinden der Schrift bewirkt; dadurch ergibt sich das Helligkeitsverhältnis aus der Entfernung auf bekannte Weise. Für durchsichtig farbige Körper, beispielsweise Gläser, wird die Öffnung im Tisch des Mikroskops durch diese Gläser von unten so verdeckt, bis die Kompensation erhalten wird. In gleicher Weise werden undurchsichtige Körper verschiedener Farben verglichen, indem das von ihnen unter schiefer Inzidenz einfallende Licht mit dem von oben eintretende kompensiert wird.
Um die Helligkeit verschiedener Stellen eines Zimmers zu bestimmen, wird das Mikroskop, dessen Spiegel gegen den Himmel gerichtet ist, so weit von dem Fenster entfernt, bis das Gleichgewicht der oberen und unteren Beleuchtung hergestellt ist. Um die von unten eintretende Beleuchtung beliebig zu schwächen, kann man unter das Objekt ein Nicolsches Prisma einsetzen und ein hinten drehbares in das Okular.

### Wheatstones Photometer

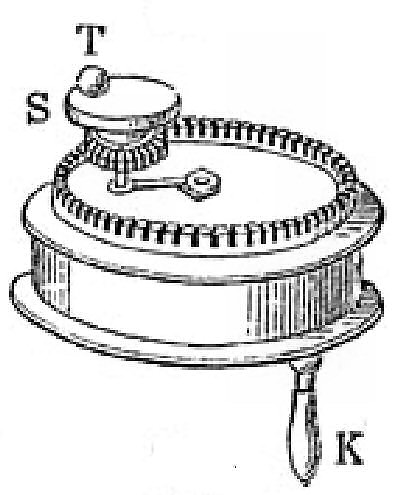
Wheatstones Photometer

Wheatstones Photometer besteht aus einer zylindrischen Messingbüchse von etwa 5 cm Durchmesser; mittels der Kurbel K kann das Scheibchen S derart in Umdrehung versetzt werden, dass das an seinem Rand befestigte polierte Stahlkügelchen T eine Bahn beschreibt.

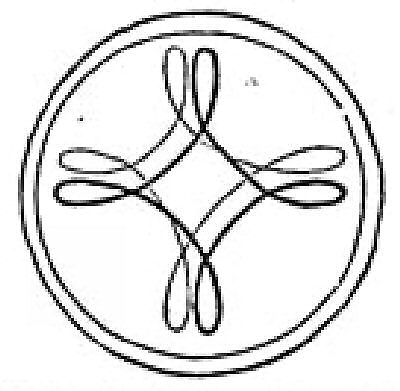
Wheatstones Photometer

Bringt man nun das Instrumentchen zwischen zwei Lichtquellen, so gewahrt man bei rascher Umdrehung der Kurbel wegen der Nachwirkung des Lichteindrucks im Auge zwei voneinander getrennte Lichtkurven; man entfernt nun das Instrumentchen von der stärkeren Lichtquelle, bis beide Lichtkurven gleich kräftig erscheinen, misst den Abstand der Lichtquellen vom Kügelchen T und berechnet daraus in bekannter Weise das Verhältnis der Lichtstärken.

### Babinets Polarisationsphotometer
Jacques Babinet hat den Polarisationsapparat als Polarisationsphotometer in Anwendung gebracht. Die zu vergleichenden Lichtquellen werden so gestellt, dass die Strahlen der einen durch schräg gestellte Glasplatten hindurchgehen, die der anderen von diesen zurückgeworfen werden, um in das Auge des Beobachters zu gelangen.
Es treten alsdann, wenn vor dem Auge ein Bergkristall und ein Calcitkristall aufgestellt werden, die bekannten Farben des polarisierten Lichts auf, wenn die beiden Beleuchtungen ungleich sind. Die Farben verschwinden aber, wenn beide Beleuchtungen durch passende Verschiebung der einen Lichtquelle gleichgemacht werden. Dieses Photometer ist deshalb wichtig, weil es gerade diejenige Eigenschaft des Auges benutzt, Farbennuancen zu erkennen.

### Becquerels Polarisationsphotometer
Das Polarisationsphotometer von Becquerel besteht aus zwei Fernrohren mit gemeinschaftlichem Okular, in deren jedem zwei Nicolsche Prismen angebracht sind. Bringt man die zu vergleichenden Lichtquellen vor die Objektive, so erscheinen die beiden Hälften des Gesichtsfeldes ungleich erleuchtet. Durch Drehung des einen Nicols in dem nach der stärkeren Lichtquelle gerichteten Fernrohr bringt man die beiden Hälften des Gesichtsfeldes auf gleiche Helligkeit und liest an einem Teilkreis den Drehungswinkel ab. Das Kosinusquadrat dieses Winkels drückt alsdann das Verhältnis der Intensitäten der schwächeren und der stärkeren Lichtquelle aus. Das Berek-Spaltphotometer ist eine Weiterentwicklung des Becquerelschen Polarisationsphotometers.

### Zöllners Astrophotometer
Zur Messung der Helligkeit der Sterne dient am besten Zöllners Astrophotometer (siehe Astrophotometrie). Von einer Flamme fällt durch eine runde Öffnung das Licht auf eine Bikonkavlinse, geht durch diese und drei Nicolsche Prismen sowie durch eine Bergkristallplatte und schließlich durch eine Bikonvexlinse. Die durch letztere gebrochenen Strahlen fallen auf eine schräg gestellte Glasplatte und werden von dieser reflektiert.
Die Glasplatte aber befindet sich in einem Fernrohr und gestattet den in das Objektiv fallenden Strahlen eines Sterns den Durchgang, so dass man nun das Bild der Flamme und das Bild des Sterns nebeneinander im Fernrohr erblickt. Die vorderen Prismen, zwischen denen sich die Bergkristallplatte befindet, sind drehbar und gestatten, die Intensität des künstlichen Lichts beliebig zu ändern.
Die Größe der Drehung wird auf einem Kreisbogen abgelesen, und es ist mithin leicht, die Helligkeit verschiedener Sterne miteinander zu vergleichen. Da die Drehung des vordersten Prismas allein die Farbe des im Fernrohr erzeugten Bildes des künstlichen Lichts abändert, so kann man auch die Farben der Gestirne bestimmen und ihre Lichtstärken umso sicherer miteinander vergleichen. Zur Messung und Vergleichung der Stärke des farbigen Lichts bedient sich Vierordt des Spektroskops. Das Licht einer Petroleumlampe fällt durch ein seitliches, mit verstellbarem Spalt versehenes Rohr auf die hintere Fläche des Prismas und wird von hierin das Beobachtungsrohr reflektiert.
Das Licht des Spalts wird alsdann durch Vorsetzen von Rauchgläsern in bekanntem Verhältnis abgeschwächt, bis die von den reinen Spektralfarben erleuchteten Stellen des Sehfeldes nicht mehr von dem durch das abgeschwächte Weiß und die Spektralfarben zugleich erleuchteten Streifen unterschieden werden können. Aus den bekannten Graden der Verdunkelung, bei welchen dies eintritt, ergeben sich die Intensitätsverhältnisse der Spektralfarben.
Eine Methode, die chemische Wirkung des Lichts zu messen, ist durch Bunsen in Gemeinschaft mit Roscoe so weit entwickelt worden, dass sie zu regelmäßigen Beobachtungen in meteorologischen Observatorien dienen kann. Sie gründet sich darauf, dass innerhalb sehr weiter Grenzen gleichen Produkten aus Lichtintensität und Insolationsdauer gleiche Schwärzungen auf Chlorsilberpapier von gleicher Empfindlichkeit entsprechen. Der hierzu dienende Apparat besteht im Wesentlichen aus einem Pendel, welches in Zeiträumen von etwa 3/4 Sekunde schwingt, und durch dessen Oszillationen ein Blättchen geschwärzten Glimmers über einen horizontalen, mit Chlorsilber imprägnierten Streifen Papier so hin- und hergeführt wird, dass das Blättchen abwechselnd das Papier bedeckt und wieder freilässt. Die Zeitdauer der Exposition muss für jeden Punkt des Papierstreifens berechnet werden, und die erzielte Schwärzung ergibt dann die Größe der chemischen Wirkung.
Den Grad der Färbung bestimmt man bei Natriumlicht, welches keine chemischen Strahlen enthält, und während man auf dem Papierstreifen die Stelle aufsucht, welche die festgesetzte Normalfärbung zeigt, kann man mit Hilfe einer Tabelle bestimmen, wie lange diese Stelle des Papierstreifens exponiert gewesen ist. Als Maßeinheit gilt diejenige Lichtstärke, welche in einer Sekunde aus dem fotografischen Normalpapier die Normalfärbung hervorbringt.
Bei Roscoes einfacherem Apparat dient als Maßstab ein im Pendelphotometer geschwärzter, dann fixierter und nach einem nicht fixierten Streifen graduierter Papierstreifen. Man klebt nun einen Streifen fotografisches Normalpapier mit Gummi auf die Rückseite eines Bandes, in welchem an einer Stelle längs hintereinander neun runde Löcher ausgestoßen sind, so dass das Licht nur durch letztere auf das empfindliche Papier wirken kann. Den Streifen schiebt man in eine oben und unten offene flache Scheide von Messingblech, auf deren einer Seite sich ein rundes Loch von 10 mm Durchmesser befindet, das durch einen Schieber leicht geöffnet und geschlossen werden kann. Unter diesem Loch muss sich bei der Beobachtung ein Loch des Insolationsbandes befinden, so dass, wenn das Loch in der Scheide eine bestimmte Zahl von Sekunden geöffnet wird, das empfindliche Papier eine bestimmte Färbung erhält.
Bei sehr starkem Licht würde man nur wenige Sekunden exponieren dürfen und dadurch den Fehler, der aus unrichtigem Ablesen der Zeit entsteht, bedeutend vergrößern. Dies vermeidet man, indem man in solchen Fällen eine durchbrochene Metallscheibe über dem Loch rotieren lässt und dadurch die Lichtwirkung abschwächt. Man kann mit einem Streifen neun Beobachtungen hintereinander ausführen und dann ein neues Insolationsband in die Scheide bringen.
Hierzu bedient man sich eines an beiden Seiten offenen Beutels von schwarzer Seide, in welchem man mit den Händen operieren und das empfindliche Papier bloßlegen kann, ohne eine Veränderung durch das Licht fürchten zu müssen. Die erhaltene Schwärzung liest man bei einem durch eine Sammellinse konzentrierten Natriumlicht ab.

### Elektrisches Photometer von Siemens
Das elektrische Photometer von Siemens beruht auf der Eigenschaft des Selens, dass seine elektrische Leitfähigkeit durch Beleuchtung annähernd den Quadratwurzeln der Lichtstärken proportional zunimmt. Das zwischen die Windungen zweier flacher, ineinander liegender Drahtspiralen eingeschmolzene Selen befindet sich in einer Art Camera obscura, deren Linse die Strahlen der Lichtquelle auf dem Selenpräparat sammelt; aus der Größe des Widerstandes, den es während der Bestrahlung einem hindurchgeleiteten galvanischen Strom darbietet, wird auf die Intensität der Lichtquelle geschlossen.

### Zöllners Skalenphotometer
Zöllner hat sich des Radiometers (Lichtmühle) zur Konstruktion seines Skalenphotometers bedient. In einem luftleeren Glasgefäß aa befindet sich an einem hinreichend starken Kokonfaden das aus vier Flügeln bestehende Radiometerkreuz b. Die Flügel desselben bestehen aus Glimmer, dessen Flächen einseitig mit Ruß überzogen sind.
Ein solches Kreuz dreht sich unter dem Einfluss sowohl leuchtender als dunkler Wärmestrahlen stets nach derselben Richtung. Die Skala c besteht aus einem kreisförmigen Papierzylinder, dessen Umfang in 100 Teile geteilt ist. Der Index befindet sich vor einer kreisrunden Öffnung in einer zylindrischen beweglichen Messingkapsel dd, deren Rand von dem darunter befindlichen vorspringenden Rand ee des obern Messingsstücks getragen wird und aus demselben leicht gedreht werden kann.
Da der Nullpunkt der Skala erst nach längerem Stehen des Instruments eine hinreichend feste Lage einnimmt, so ist die Beweglichkeit des Index für eine Korrektion des Nullpunktes erforderlich. f ist ein starkwandiger, auf beiden Seiten matt geschliffener Glaszylinder, der zur Zerstreuung des Lichts und zur Absorption dunkler Wärmestrahlen dient. Derselbe steht in einem Messingzylinder, welcher seitlich eine, durch einen Deckel leicht verschließbare kreisförmig Öffnung g mit einer Platte von Milchglas oder mattem Glas trägt. Am Kopf trägt das Instrument eine Dosenlibelle zur Vertikalstellung. Die Zahl der Skalenteile wächst gemäß den Torsionsgesetzen proportional dem Drehungswinkel, wobei jedoch selbstverständlich darauf zu achten ist, dass nicht mehrere Umdrehungen der Skala unter dem Einfluss des Sonnenlichts stattfinden. Es ist daher durchaus notwendig, das Instrument, wenn es nicht benutzt wird, stets mit verschlossener Öffnung stehen zu lassen.
Das Skalenphotometer eignet sich auch zur Messung der Intensität des zerstreuten Tageslichts für fotografische Zwecke. Man ersetzt, um es in solcher Weise zu benutzen, den äußeren Messingzylinder durch einen im Innern versilberten konischen Reflektor mit nach oben gerichteter Öffnung. Erhält alsdann das Instrument an einem der Sonne nicht zugänglichen Ort, womöglich im Freien unter dem Schutz einer darüber angebrachten Glasglocke, seine dauernde Aufstellung, so ermöglicht es eine sichere Bestimmung der Expositionszeit.
Die Temperatur wird vermutlich auf die Empfindlichkeit des Instruments einen Einfluss ausüben, der indes für die in bewohnten Räumen vorkommenden Schwankungen praktisch zu vernachlässigt sein dürfte. Für genaue Messungen ist dem Instrument ein Thermometer beigegeben.

## Astronomische Photometer
Astronomische Photometer werden hinter dem Okular eines Fernrohrs oder im Fokus des Objektivs angebracht. Die vom Objekt eintreffende Strahlungsmenge wird i. A. relativ gemessen – durch Vergleich mit einer geeichten Lichtquelle, dem Standardstern.
Visuelle PhotometerAls Strahlungsempfänger dient das Auge. Man vergleicht zwei benachbarte Lichtquellen miteinander. Der künstliche Stern wird durch ein Graufilter dem zu messenden Stern angeglichen.
Lichtelektrische PhotometerPhotonen, die auf eine Metalloberfläche treffen, können dort, wenn sie energiereich genug sind, um die Austrittsarbeit des Metalls zu überwinden, Elektronen herauslösen (siehe auch Lichtelektrischer Effekt). Diese Elektronen können z. B. direkt als Stromfluss registriert werden (in sog. Vakuum-Photodioden), die elektrische Stromstärke ist dann direkt proportional zum Lichtstrom. Wenn die zu messende Beleuchtungsstärke sehr gering ist, kann das Signal mit einem Sekundärelektronenvervielfacher (SEV) verstärkt werden. Diese Verbindung von Photokathode und SEV nennt man Photomultiplier. Dieses System kann man so empfindlich machen, dass man damit einzelne Photonen nachweisen kann.
Lichtelektrische FlächenphotometerErlaubt die Messung der flächenhaften Strahlungsverteilung auf der Kathode durch Abbildung auf einen Leuchtschirm oder eine Speicherplatte; Bildverstärkung durch Verstärkerfolie ist möglich.
CCD-TeilchendetektorenBasiert auf dem inneren lichtelektrischen Effekt eines Siliziumscheibchens, auf dessen Bildelementen (Pixel) bei Belichtung Elektronen frei werden.
Thermoelektrische PhotometerThermoelektrisches Photometer: eine geschwärzte Empfängerfläche erwärmt sich durch die Strahlung; ist auch im fernen Infrarot wirksam.
PlattenphotometerMisst die Schwärzungsverteilung auf Fotoplatten; zum Kalibrieren verwendet man Eichsterne.
Irisblenden-PhotometerErgänzung des Plattenphotometers durch eine das Licht regulierende variable, Blende.